# Rory Gallagher (álbum)
Rory Gallagher es el álbum debut del guitarrista irlandés de blues rock Rory Gallagher, publicado en 1971 por el sello Polydor Records. El sonido del disco es similar a los anteriores trabajos de Rory en su antigua banda Taste. De igual manera trabajó con los mismos ingenieros y mezcladores, entre ellos el ingeniero de audio Eddie Offord.
Obtuvo el puesto 32 en los UK Albums Chart del Reino Unido y en 2005 obtuvo la certificación de disco de oro otorgado por la British Phonographic Industry, luego de vender más de 100 000 copias.
Luego de su lanzamiento ha sido remasterizado en varias oportunidades, una de ellas incluyó dos pistas adicionales; una versión de «Gypsy Woman» del músico de blues Muddy Waters y «It Take Times» del estadounidense Otis Rush.

## Lista de canciones
Todas las canciones escritas por Rory Gallagher, a menos que se indique lo contrario.

| N.º | Título                    | Duración |  |
| 1.  | «Laundromat»              | 4:28     |  |
| 2.  | «Just the Smile»          | 3:41     |  |
| 3.  | «I Fall Apart»            | 5:12     |  |
| 4.  | «Wave Myself Goodbye»     | 3:30     |  |
| 5.  | «Hands Up»                | 5:25     |  |
| 6.  | «Sinner Boy»              | 5:04     |  |
| 7.  | «For the Last Time»       | 6:35     |  |
| 8.  | «It's You»                | 2:38     |  |
| 9.  | «I'm not Surprised»       | 3:37     |  |
| 10. | «Can't Believe It's True» | 7:16     |  |

| Pistas adicionales en reedición CD |                                       |              |          |  |
| N.º                                | Título                                | Escritor(es) | Duración |  |
| 11.                                | «Gypsy Woman» (cover de Muddy Waters) | Muddy Waters | 4:02     |  |
| 12.                                | «It Takes Time» (cover de Otis Rush)  | Otis Rush    | 3:34     |  |

## Músicos
- Rory Gallagher: voz, guitarra eléctrica, armónica, saxofón alto y mandolina
- Gerry McAvoy: bajo y coros
- Wilgar Campbell: batería y percusión
- Vincent Crane: piano en pistas 4 y 9 (músico de sesión)